# Alamiro Vaporaki
Alamiro Vaporaki Tello (Ushuaia, 1º dicembre 1983) è un ex giocatore di calcio a 5 ed ex calciatore argentino.
Con la nazionale argentina è stato campione del mondo nel 2016 e campione sudamericano nel 2015.

## Biografia
Alamiro è il secondo di tre fratelli: anche il minore, Constantino Vaporaki, è un giocatore di calcio a 5. Insieme, hanno giocato con Boca Juniors, Jumilla e nella selezione argentina con la quale hanno vinto il campionato del mondo 2016.

## Carriera
Proveniente dal calcio, praticato fino all'età di 22 anni a livelli discreti (nel 2003 fu compagno di squadra di Ezequiel Lavezzi e Pablo Mouche nel Club Atlético Estudiantes), Alamiro Vaporaki è stato il primo fuegino a indossare la maglia della Nazionale maschile di calcio a 5 dell'Argentina in una competizione internazionale. Con l'Albiceleste ha disputato due Coppe del Mondo, tra cui l'edizione 2016 nel quale l'Argentina ha vinto il suo primo titolo.

## Palmarès

### Nazionale
- Campionato mondiale: 1
Colombia 2016
- Coppa America: 1
Ecuador 2015